# Міддлтон (містечко, Вісконсин)
Міддлтон (англ. Middleton) — місто (англ. town) в США, в окрузі Дейн штату Вісконсин. Населення — 6792 особи (2020).

## Демографія
Згідно з переписом 2010 року, у місті мешкало 5877 осіб у 1996 домогосподарствах у складі 1736 родин. Було 2056 помешкань
Расовий склад населення:
| - 95,2 % — білих - 2,5 % — азіатів - 0,6 % — чорних або афроамериканців - 0,1 % — корінних американців |

До двох чи більше рас належало 1,4 %. Частка іспаномовних становила 1,7 % від усіх жителів.
За віковим діапазоном населення розподілялося таким чином: 29,5 % — особи молодші 18 років, 61,7 % — особи у віці 18—64 років, 8,8 % — особи у віці 65 років та старші. Медіана віку мешканця становила 43,1 року. На 100 осіб жіночої статі у місті припадало 101,4 чоловіків;  на 100 жінок у віці від 18 років та старших — 100,6 чоловіків також старших 18 років.
Середній дохід на одне домашнє господарство  становив 224 289 доларів США (медіана — 143 975), а середній дохід на одну сім'ю — 228 625 доларів (медіана — 154 419). Медіана доходів становила 92 432 долари для чоловіків та 66 393 долари для жінок. За межею бідності перебувало 0,4 % осіб, у тому числі 0,0 % дітей у віці до 18 років та 2,5 % осіб у віці 65 років та старших.
Цивільне працевлаштоване населення становило 3269 осіб. Основні галузі зайнятості: освіта, охорона здоров'я та соціальна допомога — 32,6 %, фінанси, страхування та нерухомість — 15,9 %, науковці, спеціалісти, менеджери — 13,6 %.